# Mohamed Ghannouchi
Mohamed Ghannouchi (født 18. august 1941) er tidligere premierminister i Tunesien og besatte i mindre end et døgn præsidentembedet efterfulgt af Fouad Mebazaa.
Præsident Zine El Abidine Ben Ali flygtede fra Tunesien 14 januar 2011 pga. oprør og hvor han havde indført undtagelsestilstand.

## Fodnoter
1. ↑  jp.dk: Tunesien får tredje præsident på et døgn Arkiveret 16. januar 2011 hos  Wayback Machine, opdateret 15. januar 2011, besøgt 16. januar 2011

| Biografi | Spire Denne biografi er en spire som bør udbygges. Du er velkommen til at hjælpe Wikipedia ved at udvide den. |